# 杨柏镇
杨柏乡，是中华人民共和国四川省巴中市通江县下辖的一个乡镇级行政单位。

## 行政区划
杨柏乡下辖以下地区：
杨柏街道社区、太平街道社区、贾村观村、仙人嵌村、沙泥坪村、马口背村、邵家河村、永丰观村、双凤垭村、盘龙山村、天坪寺村、骡子坡村、青山梁村、潘家河村、鹿溪沟村和朽石坎村。